# Kingdom: New Lands
Kingdom: New Lands es un videojuego indie de aventura y estrategia, producido por Raw Fury y desarrollado por el estudio holandés Noio, lanzado el 9 de agosto de 2018 en Steam y que puede ser jugado en PC, Xbox One, Nintendo Switch y PS4. Es el sucesor del videojuego Kingdom, ofreciendo mejoras y novedades.

## Jugabilidad
El jugador es un rey que empieza en un mundo, cuyo objetivo es hacer prosperar su reino, mediante monedas que se pueden encontrar dispersadas en el mundo, o mediante cofres abandonados, también mediante los vasallos. Esta será la principal forma de generar dinero para el reino, ya que las monedas sirven para obtener ciudadanos y comprarles equipamiento.
El juego posee un ciclo en el que se vuelve de día y de noche. El día se caracteriza por ser el momento en el que el jugador puede explorar el mapa, y encontrar cofres o ciudadanos, así como también mejorar nuestro reino y construir edificaciones. La noche es de forma defensiva, donde los monstruos del mapa atacan al reino. El juego posee un sistema de estaciones de clima. A medida que pasa el tiempo, el juego se vuelve más difícil, donde los monstruos serán más fuertes y con mayores hordas.
El protagonista no puede defenderse, por lo que tendrá que construir fortificaciones, que pueden ser muros y torres de vigilancia. Las torres de vigilancia pueden estar ocupadas por arqueros, y los muros protegidos por soldados. En el mapa hay un barco el cual debe ser reconstruido, que al ser reparado, se podrá abandonar la isla.
Si te ataca un monstruo, te quitara las monedas de la bolsa hasta el punto de que no tengas monedas, si no se tiene ninguna moneda en la bolsa, se podrá perder la corona. Si el jugador pierde la corona, se ralentizara la cámara, para así tener la posibilidad de recuperarlo, si los monstruos agarran la corona, terminara el juego.

## Recepción
El juego recibió análisis positivos, pero se reitera que el juego se vuelve ''repetitivo''
Emmanuel Gonzáles de IGN, exclamo que «Kingdom: New Lands es poesía estratégica en su sentido más puro. Resulta tan simple y accesible que, de primeras, ignoraremos su profundidad. Apto y recomendable para todo tipo de jugador, Kingdom nos ofrece una visión de la estrategia en tiempo real completamente original.»
Eric Bayona del sitio web Desconsolados, opinó sobre el juego afirmando que «Kingdom: New Lands es un título muy bonito a nivel visual, y puede llegar a robarnos varias horas de nuestras vidas, pero acaba haciéndose monótono y difícil.»
Xavier Solé de Nintenderos, lo califico con una puntuación de 8.0, diciendo «Los desarrolladores tras Kingdom: New Lands clavan cómo presentar un juego de un género clásico de estrategia y gestión de recursos al público moderno, que pide una narrativa trabajada desde lo visual y la jugabilidad, más que desde textos innecesarios.»